# منوچهر علیپور
منوچهر علیپور (زاده ۱۰ آذر ۱۳۲۷ - تهران) بازیگر سینما، تلویزیون و تئاتر اهل ایران است.

## بازیگر

### سینما
- جاودانگی (۱۳۹۳)
- شبی در تهران (۱۳۸۶)
- پاپیتال (۱۳۸۵)
- شکلات (۱۳۸۲)
- از صمیم قلب (۱۳۷۹)
- حماسه قهرمانان (۱۳۷۶)
- غریبانه (۱۳۷۶)
- بانی چاو (۱۳۷۴)
- آدم‌برفی (۱۳۷۳)
- روزهای خوب زندگی (۱۳۷۳)
- مروارید سیاه (۱۳۷۳)
- هنرپیشه (۱۳۷۱)
- جنگل‌بان (۱۳۶۶)
- هشت و نیم شب (۱۳۶۵)
- ستاره دنباله‌دار (۱۳۶۴)
- مرد بازنده (۱۴۰۰)

### تلویزیون
- خط قرمز
- بادیه‌های شیر
- امام علی
- مهر پنهان
- قصه ها و واقعیت ها
- خورشید و ماه
- زنبق‌های وحشی
- آخرین غزل (۱۳۸۷ نادر برهانی مرند)
- ساختمان پزشکان
- مسافر زمان ۲
- یاور (۱۴۰۰ سعید سلطانی و اصغر نعیمی)

### نمایش خانگی
- زخم کاری ۴: مجازات (۱۴۰۳ محمدحسین مهدویان)
- زخم کاری ۳:انتقام (۱۴۰۳ محمدحسین مهدویان)
- زخم کاری ۲:بازگشت (۱۴۰۲ محمدحسین مهدویان)
- زخم کاری (۱۴۰۰ محمدحسین مهدویان)

### تئاتر
- خاتون
- میرآب
- پرورشگاه
- بازی قتل‌عام
- یکی از این روزها
- نصف شب است دیگر دکتر شوایتزر
- سووشون
- نمایش اژدها (۱۳۸۵)
- سراب (۱۳۶۰)
- صدای پای فریدون (۱۳۷۵)
- سی‌صد (کنسرت نمایش) (۱۴۰۱)